# Villeneuve (Friburgo)
Villeneuve es una localidad situada en la comuna suiza de Surpierre, en el cantón de Friburgo.
Fue una comuna independiente hasta el 1 de enero de 2017, en que se fusionó con la comuna de Surpierre.